# Anapu
Anapu là một đô thị thuộc bang Pará, Brasil. Đô thị này có diện tích 11895,212 km², dân số năm 2007 là 17778 người, mật độ 1,49 người/km².